# Irasema Alcántara-Ayala
Pour les articles homonymes, voir Alcantara et Ayala.
Irasema Alcántara-Ayala, née le 29 novembre 1970, est une géographe mexicaine, spécialiste des risques naturels. Elle enseigne et mène ses recherches à l'Université nationale autonome du Mexique. Elle combine les sciences naturelles avec les sciences sociales et étudie en particulier les occurrences de glissements de terrain et la vulnérabilité. Elle a reçu la médaille Sergey Soloviev de l'Union européenne des géosciences en 2016.

## Formation
Alcántara-Ayala est née à Mexico. Elle étudie la géographie à l'Université nationale autonome du Mexique et y obtient son baccalauréat en 1993. Sur la base de ses résultats pendant ses études de premier cycle, major de licence en géographie, elle reçoit la médaille Gabino Barreda. Elle est ensuite étudiante au King's College de Londres, où elle travaille sur la géomorphologie et obtient son doctorat en 1997.

## Recherche et carrière
En 1998, Alcántara-Ayala rejoint le Massachusetts Institute of Technology pour un post-doctorat au Département de génie civil et de l'environnement. En 2000, Alcántara-Ayala est recrutée à l'Université nationale autonome du Mexique en  tant que professeure assistante. Elle est promue professeure et devient en 2008 la plus jeune femme à être nommée directrice de l'Institut de géographie. Son travail se concentre sur l'Amérique latine et les Caraïbes. Elle travaille avec le Centre national mexicain pour la prévention des catastrophes et le Centre des risques naturels. Alcántara-Ayala est membre du Réseau d'études sociales sur la prévention des catastrophes en Amérique latine. Elle évalue le danger présenté par les glissements de terrain induits par les précipitations à l'aide de photographies aériennes, d'observations sur le terrain et d'analyses d'instabilité des pentes avec l'aide des SIG. Elle combine ce travail de terrain avec des analyses de la vulnérabilité sociale. Elle souligne la nécessité pour les géomorphologues d'être impliqués dans l'évaluation des risques et la gestion des catastrophes dans les pays en développement. Alcántara-Ayala estime que les catastrophes sont socialement construites, qu'il existe un lien entre le risque, l'environnement et le développement et que les risques peuvent être gérés au niveau local. Cette approche pluridisciplinaire originale lui permet de décrocher la médaille Sergey Soloviev, devenant la première femme à la recevoir en 2016. Elle collabore avec d'autres collègues dans le cadre du projet Forensic Investigations of Disaster, qui étudie les causes et les moteurs de la création de risques. Alcántara-Ayala a également proposé de transformer le système national de protection civile du Mexique en une politique plus orientée sur la gestion intégrée des risques de catastrophe,.
Son premier livre, Geomorphological Hazards and Disaster Prevention, a été publié par Cambridge University Press en 2010. 

### Fonctions
Alcántara-Ayala est l'ancienne vice-présidente de l'Association internationale des géomorphologues. Elle a précédemment occupé le poste de vice-présidente de l'Union géographique internationale et du programme de recherche intégré sur les risques de catastrophe (ISC). Elle siège au conseil de direction de la Mountain Research Initiative (MRI). Elle est membre de l'Organisation des femmes et des sciences pour le monde en développement , de l'Académie mexicaine des sciences et de l'Académie mondiale des sciences.

## Prix et distinctions
- 2011:  Académie mondiale des sciences (TWAS) - Prix du Bureau régional de l'Amérique latine et des Caraïbes (ROLAC) pour les jeunes scientifiques[21].
- Prix 2012 de l'Académie mexicaine des sciences pour les jeunes scientifiques[22].
- Médaille Sergey Soloviev de l'Union européenne des géosciences 2016 [23].

## Publications principales
- (en) Irasema Alcántara-Ayala, Geomorphological Hazards and Disaster Prevention, Cambridge University Press, 2010
- (en) Irasema Alcántara-Ayala, « Geomorphology, natural hazards, vulnerability and prevention of natural disasters in developing countries », Geomorphology,‎ octobre 2002, p. 107-124 (DOI https://doi.org/10.1016/S0169-555X(02)00083-1, lire en ligne)
- (en) Susan L. Cutter, Alik Ismail-Zadeh, Irasema Alcántara-Ayala, Orhan Altan, Daniel N. Baker, Salvano Briceño, Harsh Gupta, Ailsa Holloway, David Johnston, Gordon A. McBean, Yujiro Ogawa, Douglas Paton, Emma Porio,Rainer K. Silbereisen, Kuniyoshi Takeuchi, Giovanni B. Valsecchi, Coleen Vogel & Guoxiong Wu, « Global risks: Pool knowledge to stem losses from disasters », Nature,‎ 17 juin 2015 (lire en ligne)
- (en) Irasema Alcántara-Ayala, « Hazard assessment of rainfall-induced landsliding in mexico », Geomorphology,‎ 1er juin 2004, p. 19-40 (DOI https://doi.org/10.1016/j.geomorph.2003.11.004, lire en ligne)